# 41-й избирательный округ (Бенешов)
41-й избирательный округ (Бенешов) — избирательный округ Сената Чехии, расположенный на территории района Бенешов ограниченного на юге населёнными пунктами Кршечовице, Маршовице, Бистршице, Поповице, Поступице, Хотишаны, Струхаршов, Тршебешице, Литиховице, Дивишов и Чески-Штернберк, ограниченного на востоке населёнными пунктами Хоцеради, Водсливы, Хоратице, Ксаверов и Драгньовице, а также расположенный на территории района Прага-запад ограниченного на населёнными пунктами Пругонице, Есенице, а также расположенный на территории района Прага-восток ограниченного на населёнными пунктами Гороушани, Йирни и Шестайовице.
В настоящий момент округ представляет Зденек Граба, избранный на выборах в 2018 году.

## Список представителей округа
| Выборы | Выборы | Сенатор      | Сенатор          | Избирательная партия | Номинирующая партия | Политическая принадлежность | Сайт    |
| ------ | ------ | ------------ | ---------------- | -------------------- | ------------------- | --------------------------- | ------- |
|        | 1996   |              | Либуше Бенешова  | ODS                  | ODS                 | ODS                         | Профиль |
|        | 2000   |              | Гелена Рогнерова | 4KOALICE             | KDU-ČSL             | Беспартийная                | Профиль |
|        | 2006   |              | Карел Шебек      | ODS                  | ODS                 | ODS                         | Профиль |
|        | 2012   |              | Людек Йеништа    | TOP 09, STAN         | STAN                | STAN                        | Профиль |
| 2018   |        | Зденек Граба | STAN             | STAN                 | STAN                | Профиль                     |         |

## Явка избирателей
|  | Наибольшая явка избирателей |  | Наименьшая явка избирателей |

| Год  | % (1 тур) | % (2 тур) |
| ---- | --------- | --------- |
| 1996 | 36,94     | 34,52     |
| 2000 | 38,12     | 30,21     |
| 2006 | 49,67     | 19,80     |
| 2012 | 36,68     | 15,67     |
| 2018 | 49,73     | 15,31     |